# Divorce Lawyer in Love
Divorce Lawyer in Love (en hangul, 이혼변호사는 연애중; romanización revisada, Ihonbyeonhosaneun yeonaejung) también conocida como Abogado de divorcios enamorado, es una serie de televisión surcoreana de comedia emitida durante 2015 y protagonizada por Jo Yeo Jeong y Yeon Woo Jin. Fue trasmitida por Seoul Broadcasting System desde el 18 de abril hasta el 14 de junio de 2015, finalizando con una longitud de 18 episodios emitidos sábados y domingos a las 22:00 (KST).

## Sinopsis
Go Cheok Hee y So Jung Woo trabajaron juntos en un bufete de abogados, ella una abogada de divorcio, y él su gerente de oficina. Ella lo trataba como a su inferior, mientras que él constantemente la irritaba al señalar sus errores, llamándola "Chucky" detrás de su espalda. Pero Cheok Hee es tan ambiciosa, tan decidido a ganar todos los casos para sus clientes, que sus malas acciones no éticas terminan haciendo que su licencia sea suspendida.
Mientras tanto, Jung Woo estudio y obtiene su título de abogado. Años más tarde, terminan trabajando juntos de nuevo en un bufete de abogados diferente. Pero esta vez, las cosas han cambiado: él es el abogado de divorcio, y ella la gerente de oficina. Y Jung Woo disfruta con conseguir su pequeña venganza.

## Reparto

### Personajes principales
- Jo Yeo Jeong / Lee Bit Na como Go Cheok Hee.
- Yeon Woo Jin como So Jung Woo.
- Shim Hyung Tak como Bong Min Gyu.
- Wang Ji Won como Jo Soo Ah.

### Personajes secundarios
- Lee Yeol Eum como Woo Yoo Mi.
- Hwang Young-hee como Yoon Jung-sook.
- Lee Dong Hwi como Lee Kyung.
- Maeng Sang Hoon como Go Dong Sang.
- Park Joon-geum como Ma Dong Mi.[4]
- Lee El como Han Mi Ri.
- Cha Yub como Jo Yoo Sang.
- Yang Ji Won como Yoo Hye Rin.
- Kim Yul como Go Mi Hee.
- Sung Byung Sook como Jang Mi Hwa.
- Kim Kap-soo como Bong In-jae.
- Shin Ha Yeon como Lee Ha Jung.
- Son Se Bin.

### Otros personajes
- Kim Young-hoon como Han Dae-man.
- Shin Dong-mi como Ri Book-nyeo (ep. 11).
- Lee Jun-hyeok como Nam Gae-jin (ep. 11).

## Emisión internacional
- Malasia: Sony One TV (2015).
- Taiwán: GTV (2016).